# Ференц Михайло Семенович
Михайло Семенович Ференц (нар. 15 вересня 1908, Яворів) — український майстер розпису на дереві.
Народився 15 вересня 1908 року у місті Яворові (тепер Львівська область, Україна). Жив і працював в Яворові. З 1925 року виготовляв дитячі іграшки з дерева, розписані рослинними і геометричними візерунками. Його іграшки являють собою мініатюрні побутові предмети хатнього інтер'єра: столи, крісла, колиски, миснички; сільськогосподарське знаряддя, музичні інструменти.
Твори зберігаються в Національному музеї у Львові та Музеї етнографії і художнього промислу.